# Кролики (Поставский район)
Кролики (бел. Кролiкi) — деревня в Новосёлковском сельсовете Поставского района Витебской области Белоруссии.

## География
Деревня расположена в 14 км от города Поставы и в 3 км от центра сельсовета.

## История
В 1774 году впервые упоминается в метрических книгах Лучайского костела.:
«Кролики. 2 октября 1774 года ксендз Ладислав Голашевский окрестил мальчика по имени Франциск, сына Антония и Магдалены Якубовичей. Крестными были Петр Якубович и Ева Церлюкова».
В 1873 году — в Лучайской волости Вилейского уезда Виленской губернии.
В 1905 году- застенок, 236 жителей и 324 десятин земли.
В результате советско-польской войны 1919—1921 гг. деревня оказалась в составе Срединной Литвы.
С 1922 года — в составе Лучайской гмины Дуниловичского повета Виленского воеводства Польши (II Речь Посполитая).
В 1937 году — 255 жителей и 53 двора.
В сентябре 1939 года деревня была присоединена к БССР силами Белорусского фронта РККА.
С 15 января 1940 года — в Новосёлковском сельсовете Поставского района. Вилейской области БССР.
В 1946 году — начальная школа.
В 1963 году — 48 дворов, 122 жителя, начальная школа.
С 27 сентября 1985 года — в Лукашовском сельсовете.
С 24 августа 1992 года — в Новосёлковском сельсовете.
В 2001 году — 11 дворов, 19 жителей, в колхозе имени Суворова.